# أنتي إرتسيج
أنتي إرتسيج (بالكرواتية: Ante Erceg)‏ (مواليد 12 ديسمبر 1989) هو لاعب كرة قدم كرواتي يلعب حاليًا في نادي بروندبي .
لعب لنادي شباب الأهلي الإماراتي في مطلع عام 2018 .

## روابط خارجية
- أنتي إرتسيج على موقع اتحاد تركيا (لاعب) (الإنجليزية)
- أنتي إرتسيج على موقع قاعدة بيانات كرة القدم.إي يو (الإنجليزية)
- أنتي إرتسيج على موقع Soccerway.com (الإنجليزية)
- أنتي إرتسيج على موقع عالم كرة القدم.نت (الإنجليزية)

- أنتي إرتسيج